# Medalla de bronze

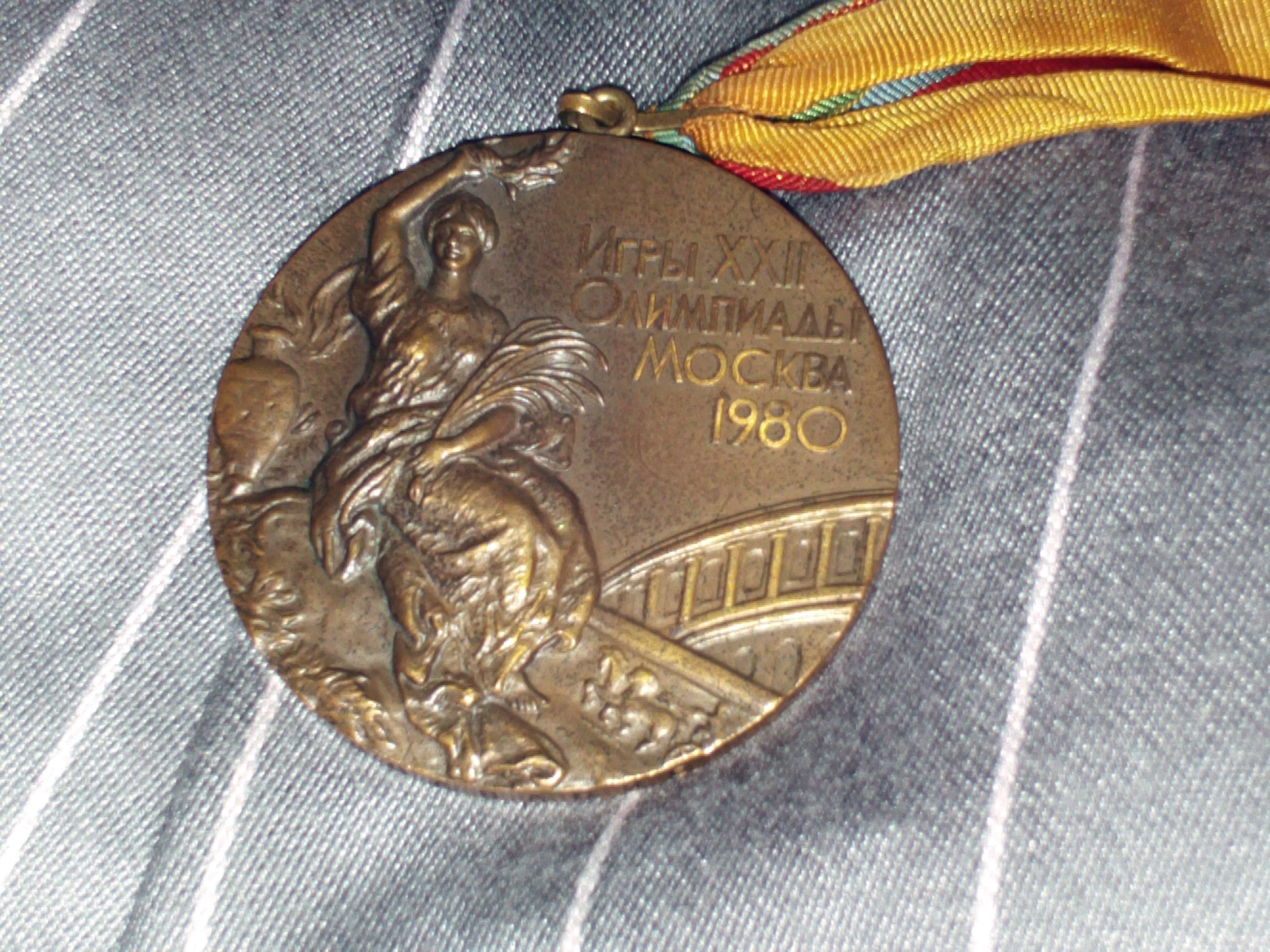
Una medalla de bronze dels Jocs Olímpics d'Estiu de 1980.

Una medalla de bronze és una medalla atorgada al tercer classificat en una competició (típicament competicions d'atletisme) com els Jocs Olímpics, Jocs de la Commonwealth, etc. La pràctica d'atorgar medalles de bronze al tercer classificat s'inicià en els Jocs Olímpics d'Estiu de 1904, celebrats a Saint Louis (Missouri), anteriorment sols s'entregaven medalles al primer (medalla d'or) i segon (medalla d'argent) classificats.

## Jocs olímpics

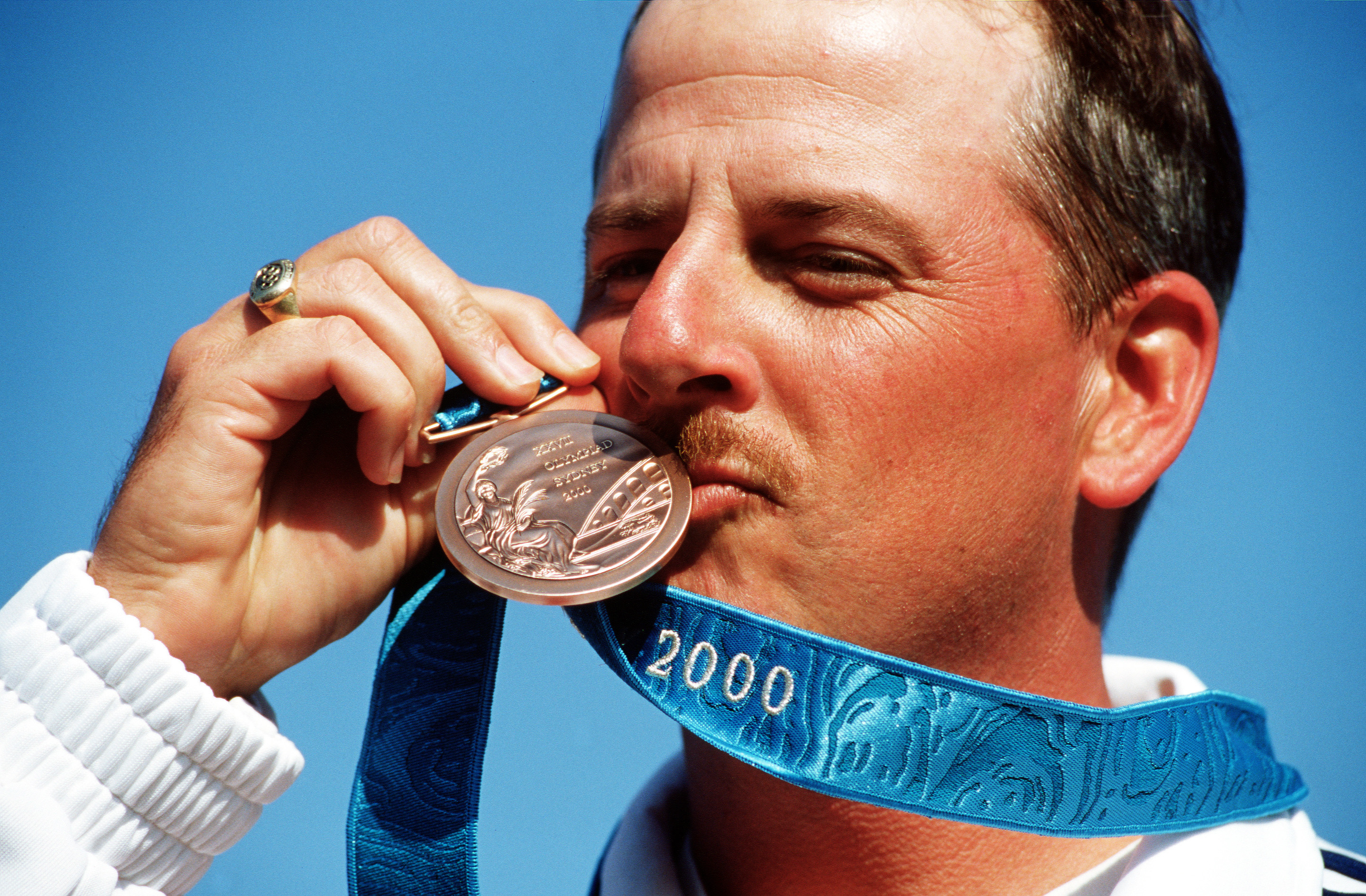
Medalla de bronze

Encunyar medalles olímpiques és responsabilitat de la ciutat Seu. De 1928 a 1968 el disseny era sempre igual: l'anvers mostrava un disseny genèric fet per l'artista florentí Giuseppe Cassioli amb un text que indicava la ciutat amfitriona; el revers mostrava un altre disseny genèric d'un campió olímpic. De 1972 - 2000, el disseny de Cassioli (o un lleuger retoc) roman sobre l'anvers amb un disseny de la ciutat d'amfitriona en el revers. El disseny de Cassioli mostrava un amfiteatre Romà per al que era originalment un joc grec, un nou disseny per l'anvers fou dotat per als jocs d'Atenes 2004. Les medalles dels Jocs Olímpics d'Hivern han estat de disseny més variat.
En uns quants esports de torneig, com la boxa i el judo, dues medalles de bronze s'atorguen en cada esdeveniment, un per a cada semifinalista eliminat o per als guanyadors del sèrie de repesca.

## Estudi psicològic
El 1995, un estudi era fet pels psicòlegs socials Victòria Medvec, Scott Madey i Thomas Gilovich sobre els efectes del pensament objectiu en els jocs olímpics. L'estudi mostrava que els atletes que guanyaven la medalla de bronze eren significativament més satisfets que aquells atletes que guanyaven la medalla d'argent. Els medallistes d'argent es trobaven més frustrats perquè havien perdut la medalla d'or, mentre que els medallistes de bronze eren simplement feliços d'haver rebut algun honors (en comptes de cap medalla pel quart lloc).
Això és més pronunciat en tornejos eliminatoris, com la Copa del Món de Futbol, on les medalles de bronze s'aconsegueixen guanyant un partit de desempat, mentre que les medalles d'argent s'atorguen després d'una derrota a la final.